# Psittacanthus subalatus
Psittacanthus subalatus är en tvåhjärtbladig växtart som beskrevs av Kurt Krause. Psittacanthus subalatus ingår i släktet Psittacanthus och familjen Loranthaceae. Inga underarter finns listade i Catalogue of Life.